# Puellina atlantis
Puellina atlantis är en mossdjursart som beskrevs av Harmelin 2006. Puellina atlantis ingår i släktet Puellina och familjen Cribrilinidae. Inga underarter finns listade i Catalogue of Life.